# Sojoez TMA-17M
Sojoez TMA-17M was een ruimtevlucht naar het Internationaal ruimtestation ISS die op 22 juli 2015 werd gelanceerd. De Sojoez vervoerde drie bemanningsleden voor ISS Expeditie 44. Het was de 126e vlucht van een Sojoez-ruimteschip, na de eerste lancering in 1967. De bemanning bestond uit een Russische Commandant, een Amerikaanse astronaut en een astronaut uit Japan. De Sojoez bleef 5 maanden aan het ruimtestation hangen tijdens Expeditie 44 en Expeditie 45. De bemanning verliet het Internationaal Ruimtestation op 11 december 2015 en landde veilig op de steppe van Kazakhstan in een nachtlanding. 

## Bemanning lancering
| Positie           | Ruimtevaarder                           |                                         |
| ----------------- | --------------------------------------- | --------------------------------------- |
| Bevelhebber       | Oleg Kononenko, RSA 3e ruimtevlucht     | Oleg Kononenko, RSA 3e ruimtevlucht     |
| Flight Engineer 1 | Kimiya Yui, JAXA 1e ruimtevlucht        | Kimiya Yui, JAXA 1e ruimtevlucht        |
| Flight Engineer 2 | Kjell N. Lindgren, NASA 1e ruimtevlucht | Kjell N. Lindgren, NASA 1e ruimtevlucht |

## Reservebemanning
| Positie           | Ruimtevaarder           |                         |
| ----------------- | ----------------------- | ----------------------- |
| Bevelhebber       | Joeri Malentsjenko, RSA | Joeri Malentsjenko, RSA |
| Flight Engineer 1 | Timothy Peake, ESA      | Timothy Peake, ESA      |
| Flight Engineer 2 | Timothy Kopra, NASA     | Timothy Kopra, NASA     |

TMA-1 · TMA-2 · TMA-3 · TMA-4 · TMA-5 · TMA-6 · TMA-7 · TMA-8 · TMA-9 · TMA-10 · TMA-11 · TMA-12 · TMA-13 · TMA-14 · TMA-15 · TMA-16 · TMA-17 · TMA-18 · TMA-19 · TMA-01M · TMA-20 · TMA-21 · TMA-02M · TMA-22 · TMA-03M · TMA-04M · TMA-05M · TMA-06M · TMA-07M · TMA-08M  · TMA-09M · TMA-10M · TMA-11M · TMA-12M · TMA-13M · TMA-14M · TMA-15M · TMA-16M · TMA-17M · TMA-18M · TMA-19M · TMA-20M